# Морський вугор американський
Морський вугор американський (Conger oceanicus) — риба родини Congridae. Поширений у західній Атлантиці від Кейп-Коду в штаті Массачусетс до північно-східної Флориди, США, і півночі Мексиканської затоки. Також був помічений біля Острова Святої Олени і берегів Канади. Сягає 2 м завдовжки й ваги 40 кг.